# Malhmoodita
La malhmoodita és un mineral de la classe dels fosfats. Rep el nom en honor de Bertha K. Malhmood, durant molts anys auxiliar administrativa de la subdivisió de Laboratoris Analítics del Servei Geològic dels Estats Units. A la descripció original el nom del mineral va ser erròniament escrit: "mahlmoodite".

## Característiques
La malhmoodita és un fosfat de fórmula química FeZr(PO₄)₂·4H₂O. Cristal·litza en el sistema monoclínic. La seva duresa a l'escala de Mohs és 3.
Segons la classificació de Nickel-Strunz, la malhmoodita pertany a «08.CE: Fosfats sense anions addicionals, amb H₂O, només amb cations de mida mitjana, RO₄:H₂O sobre 1:2,5» juntament amb els següents minerals: chudobaïta, geigerita, newberyita, brassita, fosforrösslerita, rösslerita, metaswitzerita, switzerita, lindackerita, ondrušita, veselovskýita, pradetita, klajita, bobierrita, annabergita, arupita, barićita, eritrita, ferrisimplesita, hörnesita, köttigita, manganohörnesita, parasimplesita, vivianita, pakhomovskyita, simplesita, cattiïta, koninckita, kaňkita, steigerita, metaschoderita, schoderita, zigrasita, santabarbaraïta i metaköttigita.

## Formació i jaciments
Va ser descoberta a Wilson Springs, al comtat de Garland, de l'estat d'Arkansas (Estats Units). Posteriorment també ha estat descrita en altres tres indrets: a la cova Kerriack, a la localitat de Portreath (Cornualla, Anglaterra); a la localitat belga de Vielsalm, a la província de Luxemburg; i a la també localitat belga de Lierneux, a la província de Lieja.